# Košarkarski klub Olimpija 2012-2013
Questa voce raccoglie le informazioni riguardanti il Košarkarski klub Union Olimpija nelle competizioni ufficiali della stagione 2012-2013.

## Stagione
La stagione 2012-2013 del Košarkarski klub Union Olimpija è la 22ª nel massimo campionato sloveno di pallacanestro, la 1. A slovenska košarkarska liga.

## Roster
Aggiornato al 18 novembre 2022.
| Union Olimpija Lubiana 2012-13 | Union Olimpija Lubiana 2012-13 |
| Giocatori                      | Staff tecnico                  |
| ------------------------------ | ------------------------------ |

| N. | Naz.                                                   | Ruolo | Nome              | Anno | Alt.   | Peso   |  |
| -- | ------------------------------------------------------ | ----- | ----------------- | ---- | ------ | ------ |  |
| 4  | Stati Uniti (bandiera)                                 | P     | Dominic Waters    | 1986 | 185 cm | 82 kg  |  |
| 5  | Slovenia (bandiera)                                    | P     | Luka Rupnik       | 1993 | 184 cm | 70 kg  |  |
| 7  | Slovenia (bandiera)                                    | G     | Klemen Prepelič   | 1992 | 191 cm | 73 kg  |  |
| 8  | Slovenia (bandiera)                                    | G     | Jaka Blažič       | 1990 | 196 cm | 91 kg  |  |
| 9  | Finlandia (bandiera)                                   | P     | Teemu Rannikko    | 1980 | 189 cm | 85 kg  |  |
| 10 | Finlandia (bandiera)                                   | GA    | Sasu Salin        | 1990 | 190 cm | 86 kg  |  |
| 11 | Slovenia (bandiera)                                    | A     | Dino Murić        | 1990 | 200 cm |        |  |
| 12 | Australia (bandiera)                                   | C     | Aron Baynes       | 1986 | 208 cm | 118 kg |  |
| 14 | Croazia (bandiera) · Slovenia (bandiera)               | AG    | Dražen Bubnić     | 1986 | 207 cm | 102 kg |  |
| 15 | Stati Uniti (bandiera)                                 | AG    | Dylan Page        | 1982 | 204 cm | 102 kg |  |
| 17 | Croazia (bandiera)                                     | AG    | Jasmin Perković   | 1980 | 203 cm | 110 kg |  |
| 20 | Slovenia (bandiera)                                    | P     | Jan Močnik        | 1987 | 174 cm | 75 kg  |  |
| 22 | Bosnia ed Erzegovina (bandiera) · Finlandia (bandiera) | C     | Emir Sulejmanović | 1995 | 204 cm | 106 kg |  |
| 23 | Bosnia ed Erzegovina (bandiera) · Slovenia (bandiera)  | C     | Alen Omić         | 1992 | 215 cm | 111 kg |  |
|    | Slovenia (bandiera)                                    | PG    | Luka Kokol        | 1995 | 190 cm |        |  |

| Allenatore                                                                               |
| - Sašo Filipovski (fino al 28 aprile) - Miro Alilović (dal 28 aprile)                    |
| Assistente/i                                                                             |
| - Miro Alilović (fino al 28 aprile) Legenda - (C) Capitano - (IN) Inattivo - Infortunato |

## Mercato

### Sessione estiva
| Acquisti | Acquisti        | Acquisti         | Acquisti   | Acquisti |
| R.       | Nome            | da               | Modalità   |          |
| -------- | --------------- | ---------------- | ---------- | -------- |
| P        | Dominic Waters  | Liegi            | definitivo |          |
| AG       | Dražen Bubnić   | Helios Domžale   | definitivo |          |
| C        | Alen Omić       | Zlatorog Laško   | definitivo |          |
| G        | Klemen Prepelič | Helios Domžale   | definitivo |          |
| P        | Luka Rupnik     | Slovan Lubiana   | definitivo |          |
| C        | Aron Baynes     | Ikaros Kallithea | definitivo |          |
| AG       | Dylan Page      | Roanne           | definitivo |          |
| P        | Teemu Rannikko  | Pall. Varese     | definitivo |          |

| Cessioni | Cessioni        | Cessioni        | Cessioni       | Cessioni |
| R.       | Nome            | a               | Modalità       |          |
| -------- | --------------- | --------------- | -------------- | -------- |
| AG       | Vladimir Dašić  | Beşiktaş        | fine contratto |          |
| A        | Goran Jagodnik  | Free agent      | fine contratto |          |
| P        | Goran Jeretin   | Free agent      | fine contratto |          |
| C        | Robert Rothbart | Start Gdynia    | fine contratto |          |
| C        | Deon Thompson   | Alba Berlino    | rescissione    |          |
| AG       | Željko Zagorac  | Slovan Lubiana  | fine contratto |          |
| G        | Casey Mitchell  | Braunschweig    | fine contratto |          |
| AG       | Gëzim Morina    | Helios Domžale  | fine contratto |          |
| G        | Erjon Kastrati  | Krka Novo mesto | fine contratto |          |

### Dopo l'inizio della stagione
| Acquisti | Acquisti        | Acquisti     | Acquisti        | Acquisti   |
| R.       | Nome            | da           | Data            | Modalità   |
| -------- | --------------- | ------------ | --------------- | ---------- |
| AG       | Jasmin Perković | Gießen 46ers | 19 gennaio 2013 | definitivo |

| Cessioni | Cessioni       | Cessioni          | Cessioni         | Cessioni    |
| R.       | Nome           | a                 | Data             | Modalità    |
| -------- | -------------- | ----------------- | ---------------- | ----------- |
| P        | Dominic Waters | Hapoel Holon      | 29 dicembre 2012 | rescissione |
| C        | Aron Baynes    | San Antonio Spurs | 10 gennaio 2013  | rescissione |
| AG       | Dylan Page     | Free agent        | 11 gennaio 2013  | rescissione |